# Барсакельмесский заповедник

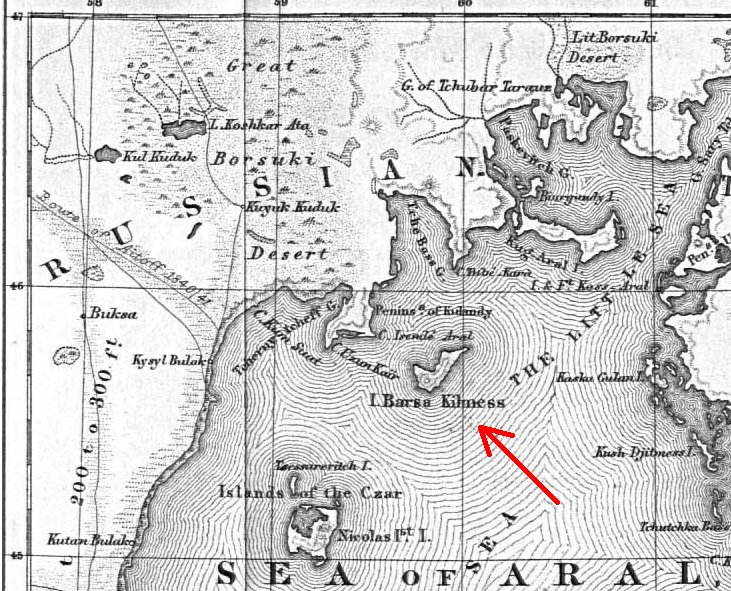
Остров Барсакельмес на карте Аральского моря 1853 года.

Барсакельме́сский госуда́рственный приро́дный запове́дник (каз. Барсакелме́с мемлекетті́к табиғи́ қорығы́) — заповедник в Аральском районе Кызылординской области Казахстана.

## Местоположение и зонирование территории
Территория заповедника состоит из двух кластерных участков — «Барсакельмес» и «Каскакулан».
Участок «Барсакельмес» включает в себя прежнюю территорию заповедника (16 975 га) и осушенное дно озера, общая площадь 50 884 га (из них заповедное ядро — 37 725 га, буферная зона — 13 159 га). Участок «Каскакулан» занимает 109 942 га (заповедное ядро — 68 154 га, буферная зона — 41 788 га).
Барсакельмесский заповедник — единственный в Казахстане и один из нескольких в СНГ заповедников с экстремальными экологическими условиями, находящийся в зоне экологической катастрофы глобального масштаба (снижение уровня Аральского моря), (на Украине — Чернобыльский радиационно-экологический биосферный заповедник, а в Белоруссии — Полесский государственный радиационно-экологический заповедник). Это уникальная «природная лаборатория» для изучения процессов аридизации климата, опустынивания природных комплексов, перестройки состава и структуры экосистем, арена видообразования, формирования рельефа, ландшафтов, биоразнообразия. Все это имеет важное значение для понимания процессов эволюции и адаптации биоты к катастрофически изменяющимся факторам природной среды.

## История заповедника
- 1929 г. — на острове Барсакельмес создано охотничье хозяйство, сюда завезены джейраны, сайгаки, зайцы-русаки, серые куропатки, сырдарьинские фазаны.
- 1939 г. — учреждён заповедник (насчитывающий 50-60 особей сайгака).
- 1953 г. — завезены куланы из Бадхыза (Туркмения).
- 1983 г. — на острове обитает 230 сайгаков, 160 джейранов, 242 кулана.
- 2005 г. — в районе Каскакулана насчитывается 179 куланов, на полуострове Барсакельмес — 155 сайгаков и 50 джейранов.
- 2009 г. — Барсакельмес перестал быть полуостровом; с тех пор представляет собой урочище, со всех сторон окружённое осушенным морским дном.
- В марте 2016 года заповедник включён во Всемирную сеть биосферных заповедников ЮНЕСКО[1].

## Флора и фауна
Флора сосудистых растений заповедника включает 278 видов, в том числе эндемичные казахстанские виды: полынь (аральская и прутьевидная), лебеда Пратова, жузгуны (курчеватый, приземистый, Талибина), тюльпан Борщова.
На территории заповедника обитают редкие, занесенные в Красную книгу виды животных. Это представители орнитофауны: кудрявый пеликан, белоглазый нырок, мраморный чирок, малая белая цапля, лебедь-кликун, малый лебедь, савка, змееяд, степной орёл, могильник, беркут, джек, кречетка, чернобрюхий рябок, белобрюхий рябок, саджа, бурый голубь, филин. Из млекопитающих к редким и исчезающим видам относятся джейран, туркменский кулан, сайгак, перевязка, редкий карликовый тушканчик, ушастый ёж. На участке Каскакулан в настоящее время находятся основные популяции кулана и джейрана, благодаря наличию источников питьевой воды.